# ハウサ人

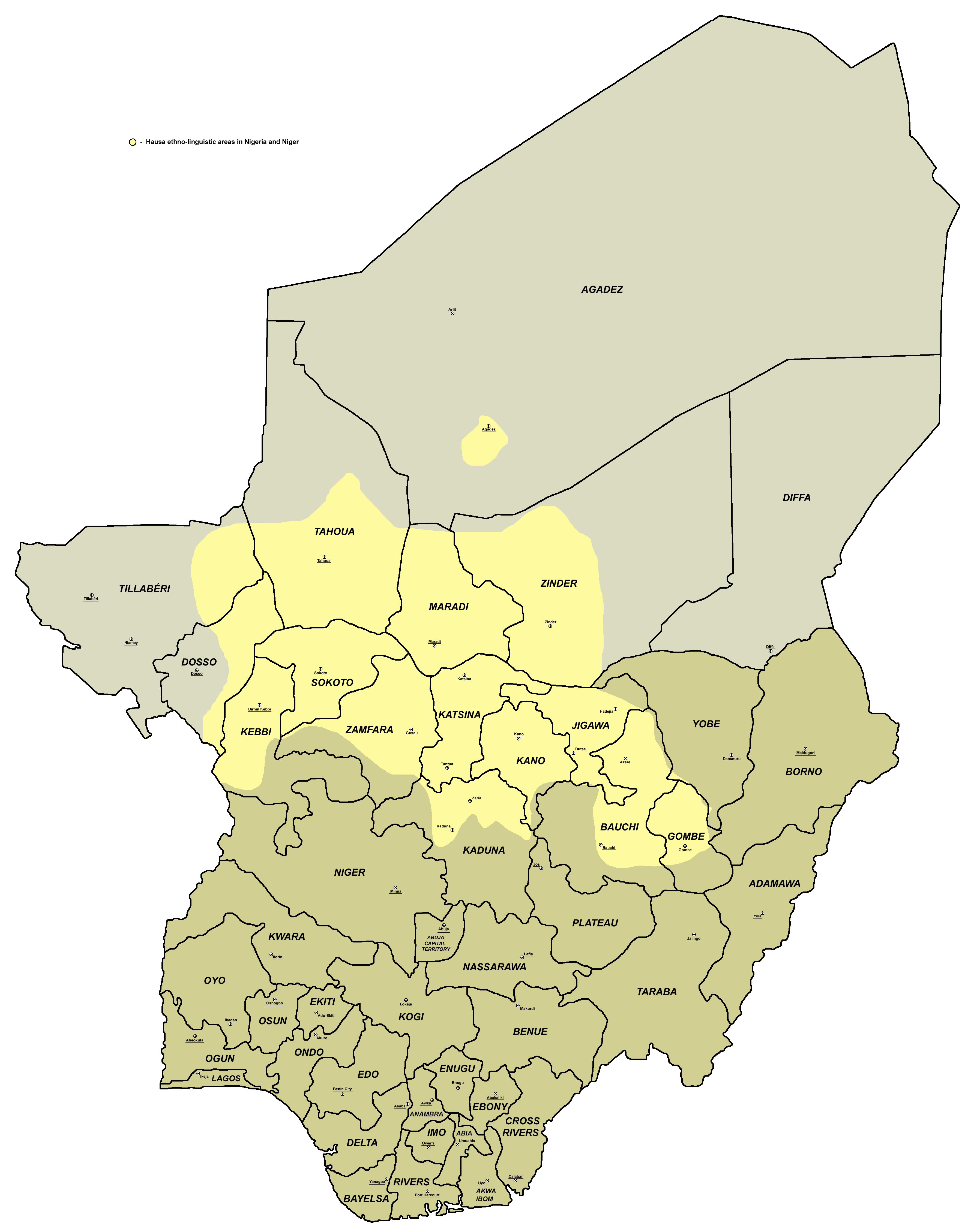

ハウサ人は、アフリカのチャド系民族。主にナイジェリア北部及びニジェール南部に居住し、西アフリカ最大の民族集団のひとつである。

## 居住地
ナイジェリアではヨルバ人・イボ人と並ぶ三大民族のひとつであり、その中でも最も人口が多いため、建国以来ナイジェリアの実権を握ってきた。一方ニジェールでは人口の55.4%(2001年）をハウサ人が占めるが、1993年の民主化まで国の実権を握ることはなかった。ニジェールのハウサ人は南部のマラディやザンデール地方に主に居住している。また、この両国、特にナイジェリアにおいてはフラニ人と同化が進んでおり、ハウサ=フラニ人と称されることもある。カノやザリアなどの都市は、ハウサ人中心の都市である。

## 歴史
西暦500年から700年の間に、ハウサ人の祖先はヌビア地方からゆっくりと西進してきたと考えられている。11世紀にはカネム・ボルヌ帝国のカヌリ人からイスラム教を伝えられた。
13世紀ごろになると、ハウサ人はハウサ諸王国と呼ばれる7つの都市国家を建設し、サハラ交易に従事するようになった。15世紀にはソンガイ帝国に従属したものの、ソンガイが滅亡すると自立性を回復し、サハラ交易ルートのメインルートもこの地を通るようになったため、ハウサ人は繁栄した。
1809年、ウスマン・ダン・フォディオのジハードによってハウサ人地域のほとんどがソコト帝国領となった。支配者となったフラニ人は、しかしハウサ人と同化していき、現在はほとんど区別がなくなっている。
1904年、ソコト帝国がイギリスに滅ぼされると、北部ナイジェリア保護領としてイギリスの支配下に入った。
イギリス統治下においては間接統治がとられ、現地の権力構造はそのまま維持された。これはハウサ人に安定をもたらすと同時に、イギリスの教育などがハウサ人地域にほとんどいきわたらなかったため、南部のイボ人やヨルバ人に比べ植民地政府の官吏を輩出することができず、南北対立の原因のひとつとなった。

## ナイジェリア独立後
1960年、ナイジェリアが独立すると、ハウサ人は北部人民会議（NPC）を結成して選挙に勝利し、NPCのタファワ・バレワが連邦初代首相となった。ハウサ人は議会での優位を利用しハウサ人寄りの政策を進めたため、特に東部のイボ人の反発を買った。逆にハウサ人は、教育を受け商売が上手いため北部に進出してきているイボ人を警戒した。
1966年1月15日、イボ人のジョンソン・アグイイ＝イロンシ将軍によるクーデターが発生し、タファワ・バレワ首相など北部系の政治家が殺された。しかし、それに反発したハウサ人が5月にカノをはじめとする北部諸都市でイボ人の虐殺を行い、イロンシ将軍も6月に再び起こったクーデターで殺害され、さらに9月に再びイボ人の虐殺が起きると、ハウサ人主導の政府に反発したイボ人は独立を宣言し、戦争が始まった（ビアフラ戦争）。
ビアフラ戦争が終結したあとも、ナイジェリアにおけるハウサ人の優位は基本的に継続している。

## ニジェール
いっぽう、ニジェールにおいてはハウサ人は最大民族であったものの、支配権は首都ニアメ周辺のジェルマ人が握り続けていた。フランス領西アフリカ時代から、フランスはジェルマ人を優遇しており、エリートを輩出していたからである。
ハウサ人が政治の表舞台に立ったのは、1993年の民主化の後のことだった。

## 遺伝子
スーダンのハウサ人は西ユーラシア系ハプログループR1b (Y染色体)を40%もつ。その他、Bが15.6%、Aが12.5%、E1b1aが12.5%である。ハウサ人はアフロ・アジア系チャド諸語を話すが、アフロ・アジア語族に関連するE1b1bは3%と少ない。
常染色体の研究ではハウサ人に最も近いのはナイジェリア、カメルーン、チャド中部、南スーダンのナイロート族である。これはハウサ人などチャド系民族は、アフロ・アジア語族に言語交替を起こす前は、もともとナイル・サハラ語族を話していたことを示唆する。

## 生活
ハウサ人は農耕民族であり、トウジンビエ 、モロコシ、トウモロコシを中心とする畑作農耕を行っている。ハウサ人のほとんどはイスラム教スンニ派の信者であり、2000年にはハウサ人が多数を占めるナイジェリア北部12州で裁判にシャリーアが導入され、ナイジェリア憲法に違反するとした政府と対立した。
ハウサ人は伝統的に父系社会で、一夫多妻である。
ハウサ人のコミュニティでは、人が死ぬと埋葬までその遺体を当人が死んだ部屋や屋敷内に安置する。数日以上にわたって安置する場合は、体液を抜きミイラ状にする防腐処置を施した上で安置する。火葬は行わない。

## 文化
ハウサ人には、民族独自のダンベと呼ばれる格闘技が古来より伝わっている。